# بهترین امید زنانه
بهترین امید زنانه (انگلیسی: Most Promising Young Actress) یک فیلم کمدی فرانسوی محصول سال ۲۰۰۰ به کارگردانی ژرار ژونیو است.